# General Alvear (Misiones)

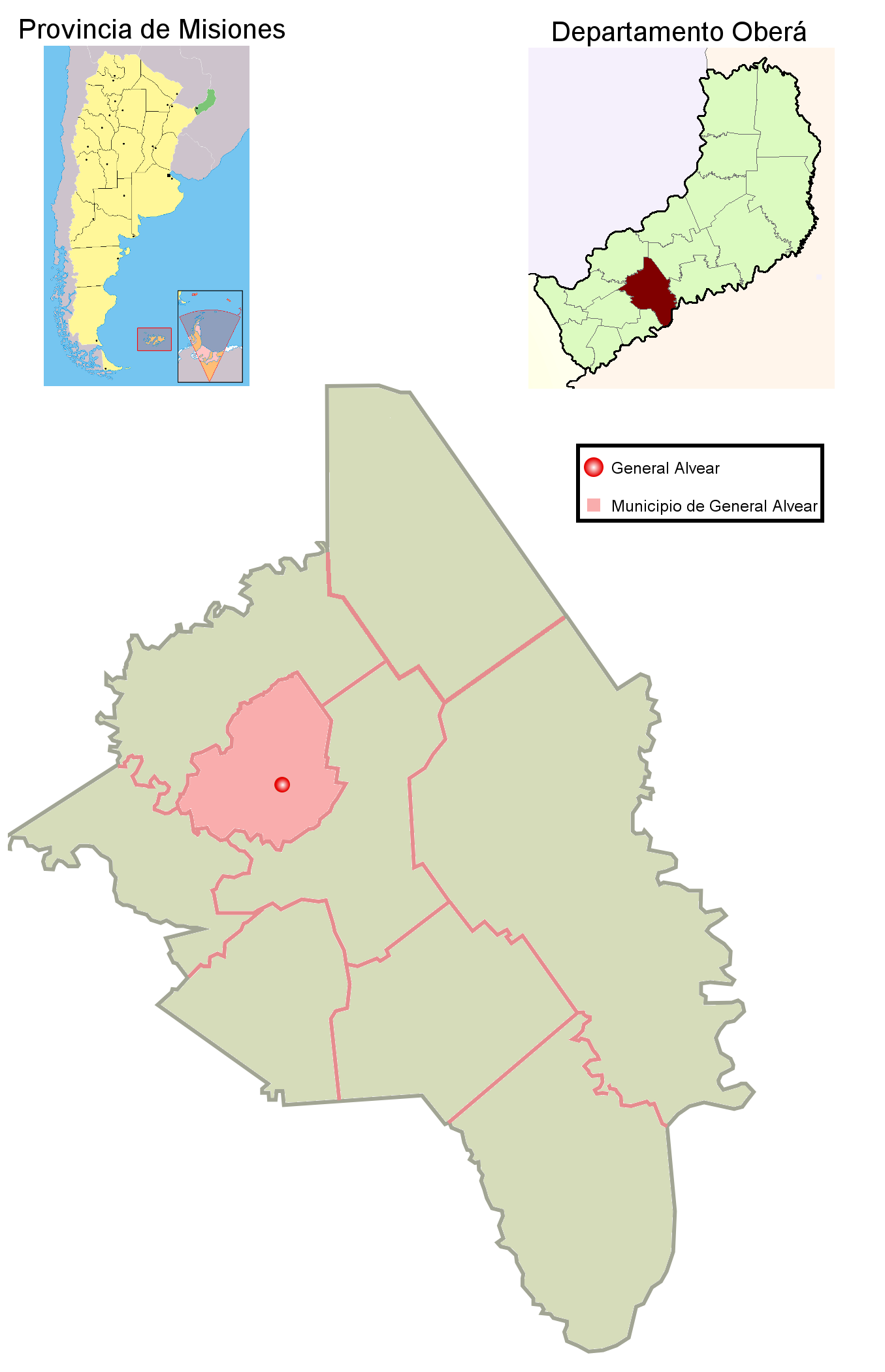
Municipio de General Alvear en el departamento Oberá y su cabecera municipal.

General Alvear es una localidad y municipio argentino de la provincia de Misiones, ubicado dentro del departamento Oberá. 
Se halla a una latitud de 27° 25' Sur y a una longitud de 55° 10' Oeste. Se accede a ella mediante la Ruta Provincial 5 —asfaltada en su totalidad— que la comunica al sudeste con la ciudad de Oberá y al norte con el municipio de Colonia Alberdi.
Los primeros pobladores llegaron a esta sección de la Colonia Yerbal Viejo a comienzo del siglo XX. La pujante colonia establecida en un paraje conocido como El Naranjal solicitó en 1943 la creación de una Comisión de Fomento (preludio de la actual Municipalidad), lo cual fue concedido tres años más tarde. Si bien se considera uno de los principales centros tealeros, y el cultivo y la industrialización de la yerba mate potencian la comunidad, casi no existen pobladores en la planta urbana, probablemente por la cercanía a la ciudad de Oberá (4 kilómetros).
Entre sus atractivos turísticos se encuentran el Salto Tobogán y el balneario Salto Dos Hermanos.
El municipio cuenta con una población de 1500 habitantes, según el censo del año 2022 (INDEC). En 2022 se censaron 190 habitantes en la zona urbana, mientras que en 2001 los datos no son comparables ya que fue considerada población rural dispersa; en 1991 se contabilizaron 128 personas en el ejido..
La colonización de General Alvear se conoce como colonización espontanea, es decir el asentamiento en tierras fiscales, sin previa planificación. Ahora bien como parte de la misma, llegaron a ocupar espacios en lo que antes se conocía como Yerbal Viejo (hoy Oberá). Familias que llegaron, eran de origen Alemán, brasileño, polaco, ruso, italiano, checoslovaco, ucraniano y sueco. El Territorio Nacional de Misiones, les brindaría estas tierras para ocupar, y de esta manera tener un nuevo comienzo.
Según los relatos de los primeros colonos, quienes eran trasladados desde Posadas a este lugar, al llegar se encontraron en la zona un extenso sembradío de naranjas. Razón por la cual se conocía a la colonia, como el Naranjal. Una vez llegados al lugar se subdividirían las tierras para asentarse y ocupar sus parcelas. 
Según la tradición oral los naranjales que le dieron nombre al asentamiento, en algún momento fueron el asentamiento de alguna aldea, perteneciente a la comunidad Mbya Guaraní. Por ello en 1933, los pioneros decidieron nombrar al lugar como Paraje Naranjito o Naranjal, debido a la presencia de los cítricos como, a quienes pudieron dejarlos ahí y ser sus primeros ocupantes.
Luego con la llegada de inmigrantes vascos, que adquirieron gran cantidad de tierras, paso a cambiar su denominación en 1934, conociéndose como Picada Vasca, con lo cual el lugar adquiere una  nueva estructura agraria y social.
Para 1939, gracias a un rápido aumento demográfico de otros colonos llevaron a que se volviera a adoptar la denominación de Colonia Naranjal. Y debido a que la población continuaba aumentando, surgió la necesidad de una organización administrativa formal, por ello los vecinos piden al gobierno del Territorio Nacional de Misiones la Formación de una Comisión de Fomento.
En 1941, se realizó dicha  solicitud por parte de los pobladores, para la creación de una Comisión de Fomento, proponiendo a su vez un nuevo nombre. En este caso el de General Alvear, cuyo nombre quedó registrado oficialmente en la primera institución educativa del municipio, la entonces Escuela N° 200 (actual Escuela 637).
Finalmente, por Decreto 414/46 del Presidente de la Nación, en ese entonces el General Juan Domingo Perón, se crea la Comisión de Fomento,  el día 28 de mayo de 1946, fijando a su vez cómo nombre del pueblo el de General Alvear (en homenaje a Carlos María de Alvear). Y estableciendo en el mismo los límites de la comuna que abarcaría  8.100 hectáreas.
Del mismo modo se forma la Comisión de Fomento, la cual quedaría integrada por los vecinos: presidente Luicido Cortés Caballero, vicepresidente Nicolás Arbelaiz, secretario Jorge Mouls, tesorero Jorge Daram y vocal Olaw Strom. Quienes estarán a cargo de la administración de la comuna y su organización.
La economía de la región siempre estuvo ligada a la extracción de Yerba Mate, pero también el té que se comenzó a plantar en la década de 1930 en grandes hectáreas, lo que llevo a formarse varios secaderos para vender el producto. Los galpones y las casas de los pobladores se construían en base a la madera de los montes cercanos al pueblo, donde se extraían grandes royos de madera, que luego se cortaban con tronzadoras, para poder hacer planchuelas para las construcciones. 
También como se dijo se plantó yerba mate que muchos cuyo producto lleva a la creación de algunos secaderos y cooperativas para acopiar el producto. A su vez el Tung, fue otro producto de gran importancia debido a su gran rentabilidad. Por ello muchos vecinos decidieron plantar en parte de sus chacras este árbol para poder obtener otro ingreso, ya que el transporte era cercano en Copiza de Oberá. 
El tung no es autóctono de misiones, pero llego en la década del ´40 a Misiones, marcando una alternativa productiva que se mantuvo muchos años, en todo la zona. Ya que de su fruta se extrae un aceite, que por sus cualidades únicas de secansa es muy buscado para la fabricación de barnices y pinturas de alta calidad. No podemos olvidarnos de mencionar el Tabaco y los aserraderos que se instalaron como una forma de trabajo importante en la zona. 
Con la transformación a Provincia por parte de Misiones, General Alvear se transforma en municipio, pero manteniendo una impronta rural. Con chacras diseminadas en distintos lotes, donde los colonos que llegaban a instalarse, buscaban siempre que estos estén provistos de agua. Al manejarse por lotes, y con la apertura de la ruta provincial N° 5, llevo a que mucho de los primeros colonos no conocían a sus vecinos de otros lotes, ya que los caminos no eran muy transitados y estaban instalados muy adentro.
Para el año 1970, recién se traza del pueblo y su planta urbana, por el ingeniero Víctor Alfaro. El mismo fue ampliado en  1974, por la Dirección General de Tierras y Colonización subdividió la primera traza e incorporó tres manzanas, cada una de las esquinas del cruce de la picada General Lamadrid y la Ruta Provincial Nº 5, dando forma al actual casco urbano. 
Durante la última dictadura Militar (1976-1982) el municipio de General Alvear estuvo unido a Colonia Alberdi por órdenes de los militares. Cabe aclarar que sesde su inicio el municipio estuvo ligado a la Ciudad de Oberá, ya que en la misma, muchos de los habitantes trabajaban o realizaban sus compras, esto debido a su cercanía y la cantidad de negocios existentes.
Con el fin de la dictadura se comienzan a elegir intendentes en la comuna, que pasa a ser de segunda categorai, entre los cuales podemos nombrar a Walter Enrique Ruhmling (1983-1987), Norberto Federico Hein (1987-2003), Victor serdiuk (2003-2023) y Daniel Rodríguez (2023-2027). 

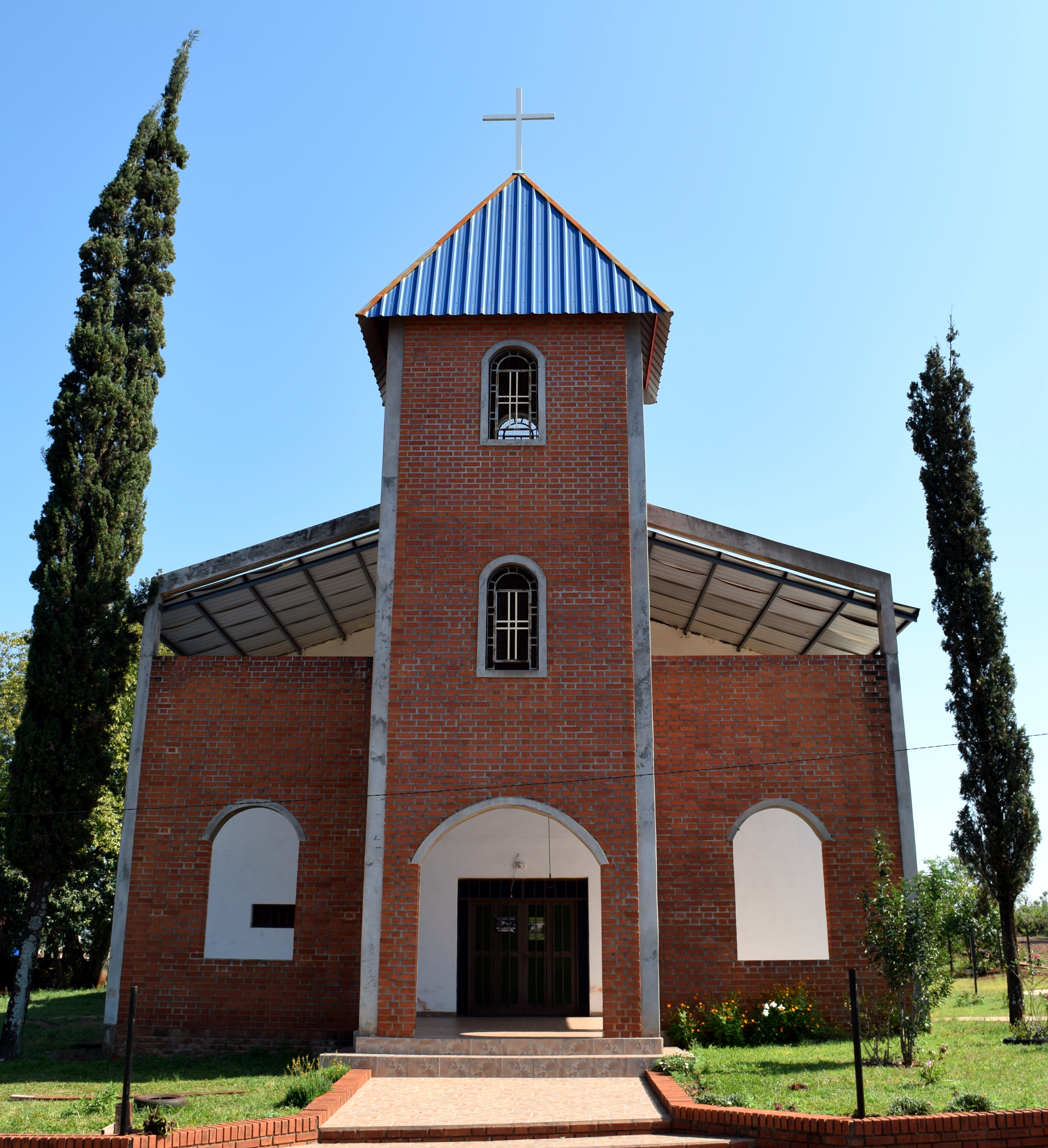
Iglesia católica de General Alvear.

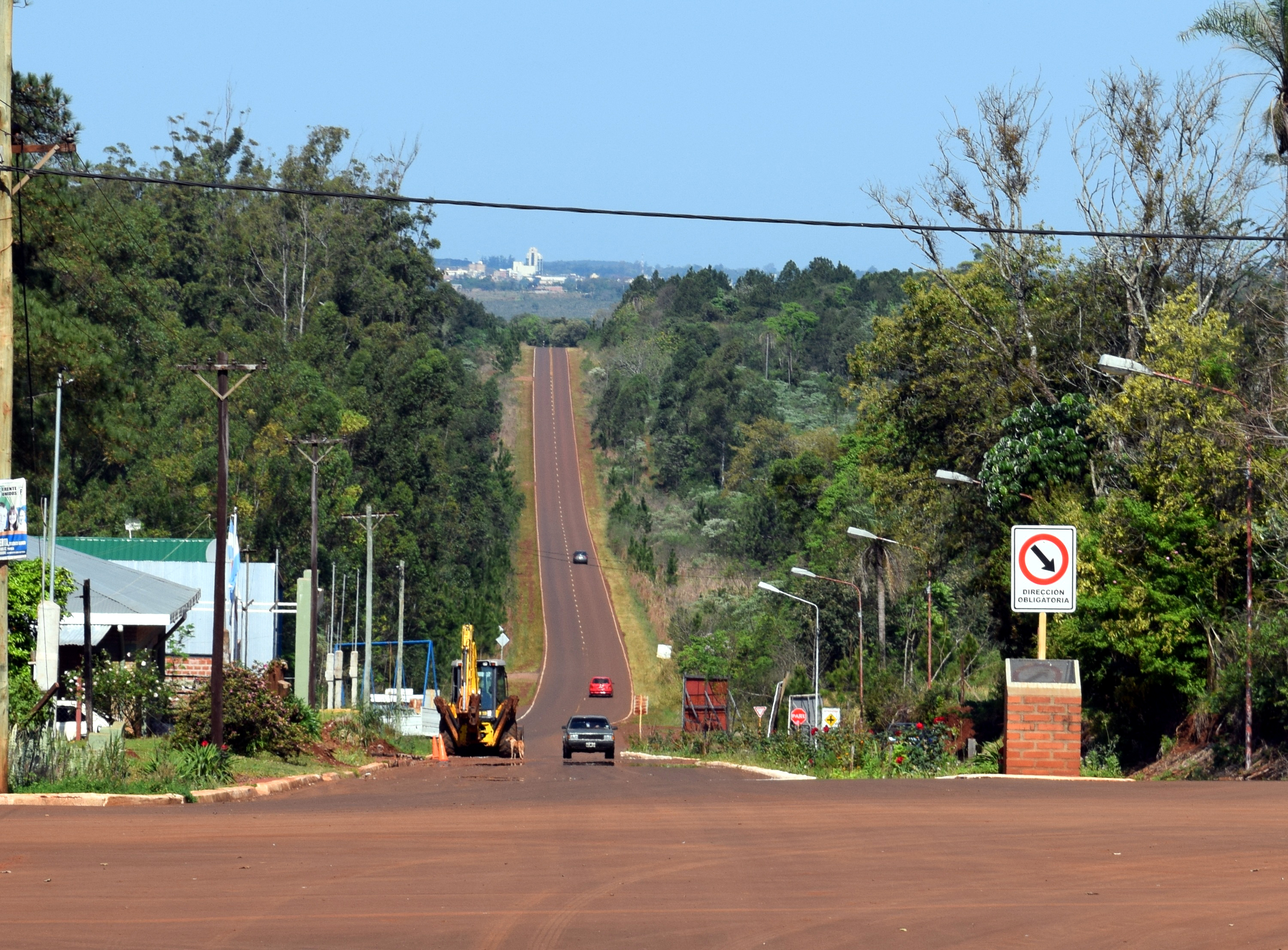
Acceso principal a la localidad. En el horizonte puede observarse a la ciudad de Oberá.

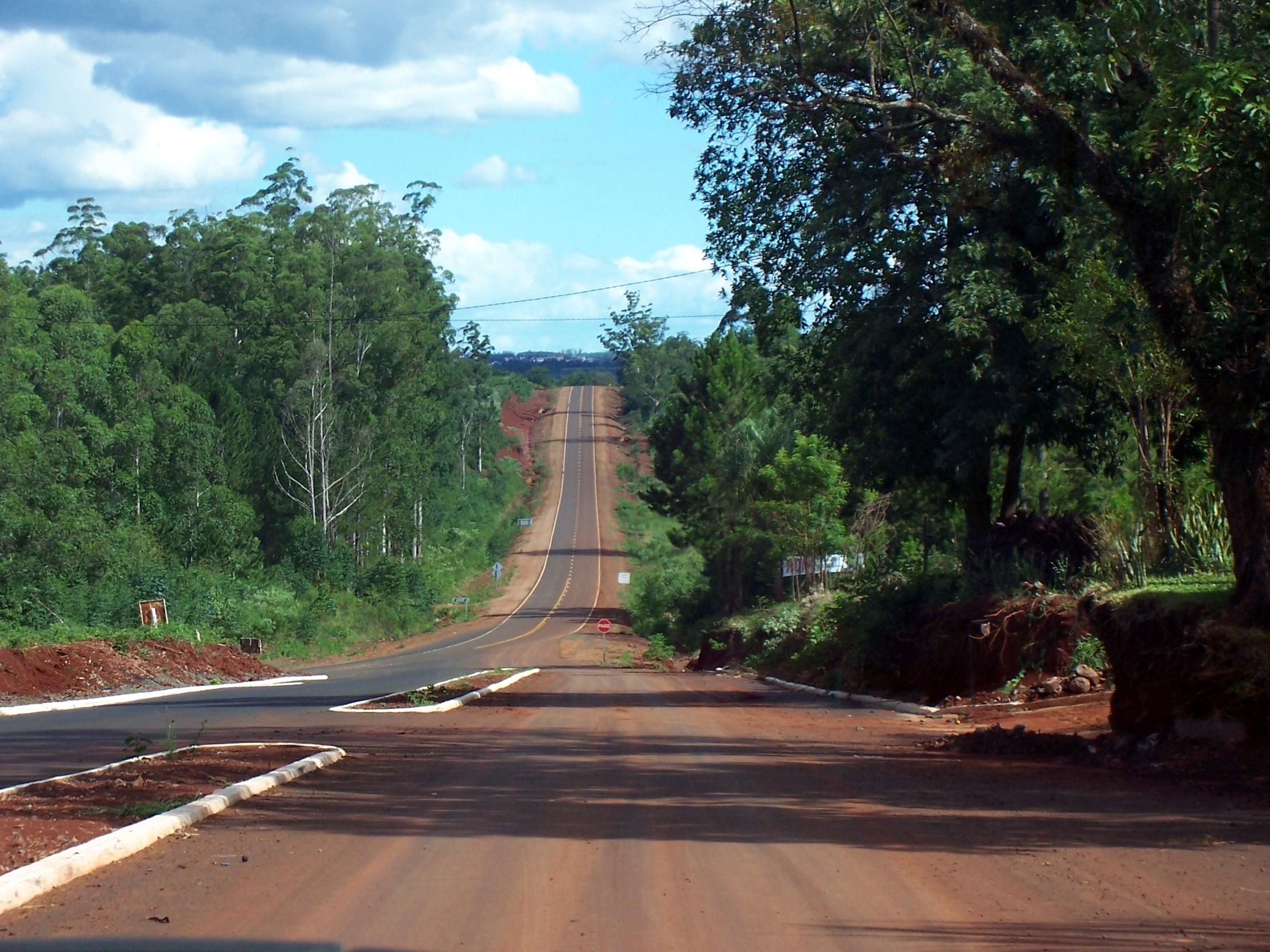
La Ruta Provincial 5, que comunica a la localidad con Oberá y Colonia Alberdi.

- Datos: Q5531687
- Multimedia: General Alvear, Misiones / Q5531687